# Kashiwado Risuke
Kashiwado Risuke (柏戸 利助 en japonés, nacido como Kawanami (川浪 en japonés) en 1783 en Goshogawara, Aomori, Japón; y fallecido el 27 de octubre de 1828 en Japón) fue un luchador de sumo japonés.

## Carrera
Kashiwado nació en Aomori y fue a Edo en 1806, uniéndose a la Isenoumi beya. Se le dio el nombre de Kashiwado y trabajó bajo el Dominio de Hirosaki. Su rango más alto fue el de ōzeki. Ganó 16 torneos en makuuchi, pero su proporción de victorias en la división superior no fue tan alta en comparación con Tanikaze y Onogawa.
En junio de 1823, la familia Gojo otorgó licencias de yokozuna a Kashiwado y su rival Tamagaki, pero él rechazó la suya. Se ha dicho que la razón es que temía que esto pudiera causar conflictos con la familia Yoshida. Tamagaki también rechazó la licencia. Al año siguiente, Tamagaki murió repentinamente, y su muerte conmocionó a Kashiwado. En enero de 1825, Kashiwado perdió tres combates consecutivos y se retiró.
Kahiwado no fue ascendido a yokozuna, pero debido a que Yoshida Oikaze había escuchado sobre su caso, decidió emitir una licencia para Ōnomatsu en 1828, convirtiendo a Ōnomatsu en el primer yokozuna en 39 años.

## Historial
1806
| Año (Honbasho) | Haru Basho (febrero) (ciudad de Tokio) | Fuyu Basho (octubre) (ciudad de Tokio) | Victorias / Derrotas / Ausencias / Empates / Retenciones / Sin resultados |
| 1806           | ¿?                                     | ¿?                                     | ¿?                                                                        |

1807
| Año (Honbasho) | Haru Basho (febrero) (ciudad de Tokio) | Fuyu Basho (noviembre) (ciudad de Tokio) | Victorias / Derrotas / Ausencias / Empates / Retenciones / Sin resultados |
| 1807           | ¿?                                     | ¿?                                       | ¿?                                                                        |

1808
| Año (Honbasho) | Haru Basho (marzo) (ciudad de Tokio) | Fuyu Basho (octubre) (ciudad de Tokio) | Victorias / Derrotas / Ausencias / Empates / Retenciones / Sin resultados |
| 1808           | ¿?                                   | Jūryō 7 Este 8 - 1 - 1r                | 8 - 1 - 1r                                                                |

1809-1810
| Año (Honbasho) | Haru Basho (febrero) (ciudad de Tokio) | Fuyu Basho (octubre) (ciudad de Tokio) | Victorias / Derrotas / Ausencias / Empates / Retenciones / Sin resultados |
| 1809           | Jūryō 2 Este 4 - 3 - 2e - 1r           | Jūryō 1 Este 6 - 2 - 1r - 1sr          | 10 - 5 - 2e - 2r - 1sr                                                    |
| 1810           | Jūryō 1 Este 4 - 4 - 1sr               | Jūryō 1 Este 5 - 3 - 2sr               | 9 - 7 - 3sr                                                               |

1811
| Año (Honbasho) | Haru Basho (febrero) (ciudad de Tokio)  | Fuyu Basho (noviembre) (ciudad de Tokio) | Victorias / Derrotas / Ausencias / Empates / Retenciones / Sin resultados |
| 1811           | Maegashira 8 Este 5 - 1 - 1e - 1r - 2sr | Maegashira 7 Este 3 - 2 - 4 - 1sr        | 8 - 3 - 4 - 1e - 1r - 3sr                                                 |

1812
| Año (Honbasho) | Haru Basho (abril) (ciudad de Tokio) | Fuyu Basho (noviembre) (ciudad de Tokio) | Victorias / Derrotas / Ausencias / Empates / Retenciones / Sin resultados |
| 1812           | Maegashira 6 Este 4 - 0 - 1e         | Maegashira 4 Este 7 - 2 - 1e             | 11 - 2 - 2e                                                               |

1813
| Año (Honbasho) | Haru Basho (enero) (ciudad de Tokio) | Fuyu Basho (noviembre) (ciudad de Tokio) | Victorias / Derrotas / Ausencias / Empates / Retenciones / Sin resultados |
| 1813           | Maegashira 1 Este 7 - 1 - 1e - 1sr   | Maegashira 1 Oeste 7 - 1 - 2sr           | 14 - 2 - 1e - 3sr                                                         |

1814
| Año (Honbasho) | Haru Basho (abril) (ciudad de Tokio) | Fuyu Basho (noviembre) (ciudad de Tokio) | Victorias / Derrotas / Ausencias / Empates / Retenciones / Sin resultados |
| 1814           | Maegashira 2 Oeste 7 - 1 - 2         | Sekiwake 1 Este 7 - 1 - 1e - 1r          | 14 - 2 - 2 - 1e - 1r                                                      |

1815
| Año (Honbasho) | Haru Basho (marzo) (ciudad de Tokio) | Fuyu Basho (noviembre) (ciudad de Tokio) | Victorias / Derrotas / Ausencias / Empates / Retenciones / Sin resultados |
| 1815           | Ōzeki 1 Este 7 - 1 - 1 - 1sr         | Ōzeki 1 Este 6 - 1 - 3                   | 13 - 2 - 4 - 1sr                                                          |

1816
| Año (Honbasho) | Haru Basho (marzo) (ciudad de Tokio) | Fuyu Basho (octubre) (ciudad de Tokio) | Victorias / Derrotas / Ausencias / Empates / Retenciones / Sin resultados |
| 1816           | Ōzeki 1 Este 7 - 1                   | Ōzeki 1 Este 9 - 0 - 1sr               | 16 - 1 - 1sr                                                              |

1817
| Año (Honbasho) | Haru Basho (enero) (ciudad de Tokio) | Fuyu Basho (octubre) (ciudad de Tokio) | Victorias / Derrotas / Ausencias / Empates / Retenciones / Sin resultados |
| 1817           | Ōzeki 1 Este 6 - 2 - 2               | Ōzeki 1 Este 6 - 1 - 2 - 1r            | 12 - 3 - 4 - 1r                                                           |

1818
| Año (Honbasho) | Haru Basho (febrero) (ciudad de Tokio) | Fuyu Basho (octubre) (ciudad de Tokio) | Victorias / Derrotas / Ausencias / Empates / Retenciones / Sin resultados |
| 1818           | Ōzeki 1 Este 6 - 1 - 2 - 1r            | Ōzeki 1 Este 7 - 1 - 1 - 1sr           | 13 - 2 - 3 - 1r - 1sr                                                     |

1819
| Año (Honbasho) | Haru Basho (marzo) (ciudad de Tokio) | Fuyu Basho (noviembre) (ciudad de Tokio) | Victorias / Derrotas / Ausencias / Empates / Retenciones / Sin resultados |
| 1819           | Ōzeki 1 Este 5 - 1 - 2 - 2sr         | Ōzeki 1 Este 7 - 1 - 2                   | 12 - 2 - 4 - 2sr                                                          |

1820
| Año (Honbasho) | Haru Basho (marzo) (ciudad de Tokio) | Fuyu Basho (octubre) (ciudad de Tokio) | Victorias / Derrotas / Ausencias / Empates / Retenciones / Sin resultados |
| 1820           | Ōzeki 1 Este 4 - 0 - 1e - 1sr        | Ōzeki 1 Este 6 - 1 - 2 - 1sr           | 10 - 1 - 2 - 1e - 2sr                                                     |

1821
| Año (Honbasho) | Haru Basho (febrero) (ciudad de Tokio) | Fuyu Basho (octubre) (ciudad de Tokio) | Victorias / Derrotas / Ausencias / Empates / Retenciones / Sin resultados |
| 1821           | Ōzeki 1 Este 6 - 2 - 2                 | Ōzeki 1 Este 8 - 2                     | 14 - 4 - 2                                                                |

1822
| Año (Honbasho) | Haru Basho (enero) (ciudad de Tokio) | Fuyu Basho (octubre) (ciudad de Tokio) | Victorias / Derrotas / Ausencias / Empates / Retenciones / Sin resultados |
| 1822           | Ōzeki 1 Este 7 - 2 - 1               | Ōzeki 1 Este 6 - 2 - 1 - 1sr           | 13 - 4 - 2 - 1sr                                                          |

1823
| Año (Honbasho) | Haru Basho (febrero) (ciudad de Tokio) | Fuyu Basho (octubre) (ciudad de Tokio) | Victorias / Derrotas / Ausencias / Empates / Retenciones / Sin resultados |
| 1823           | Ōzeki 1 Este 1 - 1 - 5                 | Ōzeki 1 Este 5 - 3 - 1 - 1sr           | 6 - 4 - 6 - 1sr                                                           |

1824-1825
| Año (Honbasho) | Haru Basho (enero) (ciudad de Tokio) | Fuyu Basho (octubre) (ciudad de Tokio) | Victorias / Derrotas / Ausencias / Empates / Retenciones / Sin resultados |
| 1824           | Ōzeki 1 Este 0 - 0 - 10              | Ōzeki 1 Este 2 - 2 - 3 - 1e - 1r - 1sr | 2 - 2 - 13 - 1e - 1r - 1sr                                                |
| 1825           | Ōzeki 1 Este 0 - 3 - 7               | —                                      | 0 - 3 - 7                                                                 |